# 計装士
計装士（けいそうし）は、一般社団法人日本計装工業会が認定する資格。
1級計装士は、国土交通省により、公共工事の入札に係る経営事項審査の評価対象の資格とされている。

## 区分
- 1級
- 2級

## 受験資格
- 計装工事の実務経験（うち指導監督的実務経験１年以上）

## 資格取得の流れ
- 学科試験：マークシート試験。仙台、千葉、名古屋、大阪、福岡で実施
- 実地試験：記述式試験。仙台、千葉、名古屋、大阪、福岡で実施
- 更新講習：合格後、5年に1度受講要